# George P. Pelecanos

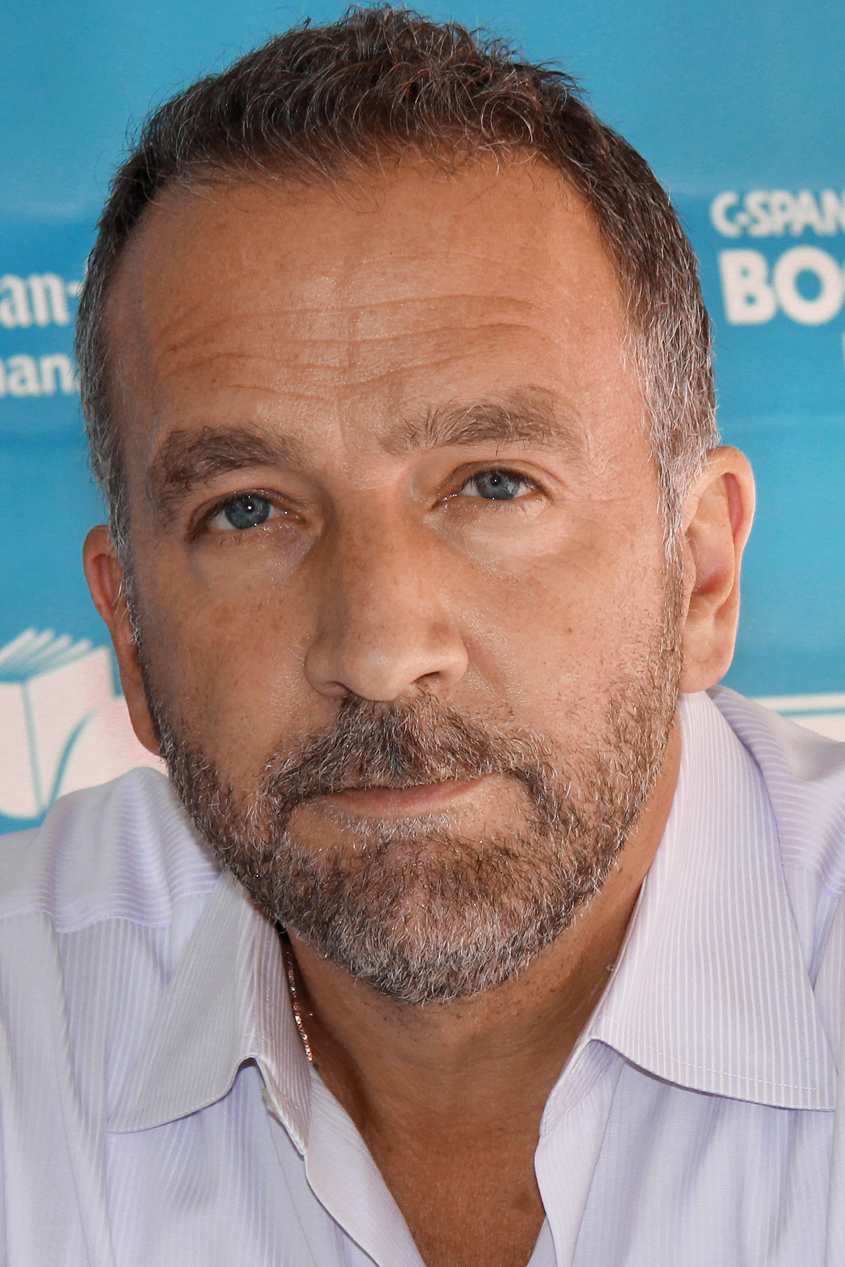
George Pelecanos (2013)

George P. Pelecanos (* 18. Februar 1957 in Washington, D.C.) ist ein US-amerikanischer Journalist, Kriminalschriftsteller, Drehbuchautor und Produzent.

## Leben
George P. Pelecanos hat griechische Vorfahren und wuchs in Washington D.C. auf, wohin sein Vater als Kind emigrierte. Als Kind einer Arbeiterfamilie half Pelecanos der Familie, die sich in der griechischen Einwandererszene mit Arbeiten in der Billiggastronomie, Bars, Coffeeshops etc. ihren Lebensunterhalt verdiente. Bis zum 32. Lebensjahr arbeitete er in verschiedenen Jobs, auch als Elektronikkaufmann, Schuhverkäufer, Bauarbeiter oder als Barkeeper und absolvierte zeitgleich ein Kunststudium an der Maryland-Universität.
Nach dem Studium begann Pelecanos zu schreiben und veröffentlichte 1992 mit A Firing Offense den ersten Teil der Nick Stefanos-Trilogie. Aus Sicht der kleinen Leute beschreibt Pelecanos – auch sozialkritisch – in diesem und sieben weiteren Romanen die Geschichte Washingtons aus mehreren Jahrzehnten. Seine Romane spielen alle in Washington D.C. und Umgebung.
Pelecanos’ literarisches Talent sicherte ihm journalistische Veröffentlichungen in der The New York Times, The Washington Post, der amerikanischen Ausgabe von Gentlemen’s Quarterly (GQ), im Kulturmagazin Washingtonian und vielen anderen Publikationen.
Pelecanos ist auch als Produzent, Drehbuchautor und Autor für Film und Fernsehen bekannt. Für die US-Fernsehserie The Wire schrieb er sieben Drehbücher, die meisten für die vierte Staffel, was ihm eine Nominierung für den Emmy einbrachte. Ebenso war er an der von 2017 bis 2019 produzierten Serie The Deuce und der Miniserie We Own This City im Jahr 2022 beteiligt.
George P. Pelecanos lebt mit seiner Frau und drei Kindern in Silver Spring, Maryland.

## Auszeichnungen

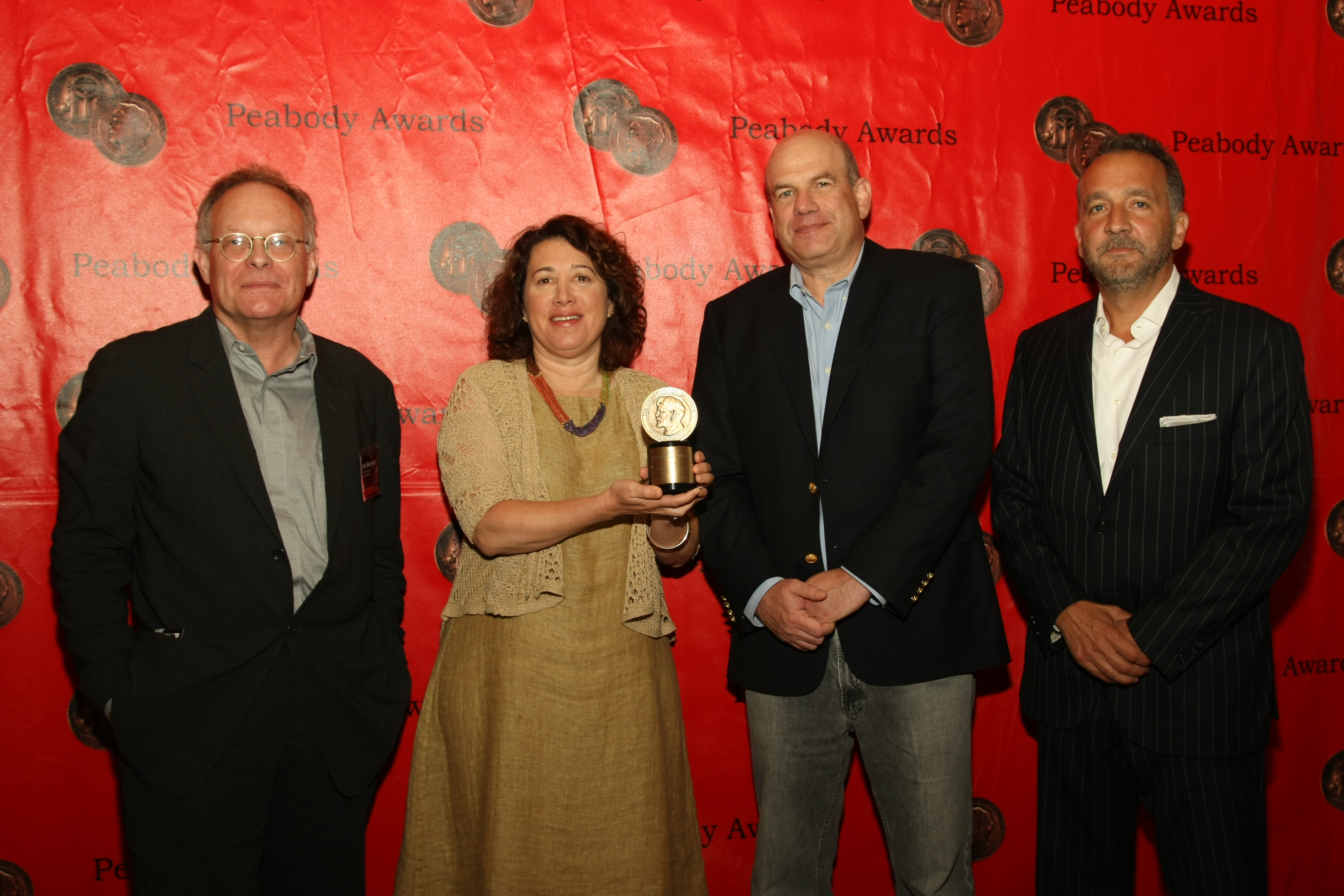
Eric Overmyer, Nina Kostroff Noble, David Simon und George Pelecanos mit einem Peabody Award (2012)

- 1999 Marlowe – Kategorie International der Raymond-Chandler-Gesellschaft für The Sweet Forever[2]
- 1999 Maltese Falcon Award der The Maltese Falcon Award Society in Japan (T.M.F.S.) für The Big Blowdown
- 2000 Deutscher Krimipreis – Kategorie International 2. Platz für Das große Umlegen
- 2003 Gumshoe Awards – Kategorie Best Novel des amerikanischen Internetmagazin Mystery Ink für Hell to Pay
- 2005 Premio Raymond Chandler (Italien) in Anerkennung seines bisherigen literarischen Werkes
- 2005 Grand Prix du Roman Noir Etranger für Soul Circus (Original: Soul Circus)
- 2007 Edgar Allan Poe Award – Kategorie Best TV Feature or MiniSeries für seine Drehbücher der 4. Staffel in der Fernsehserie The Wire
- 2009[3] Hammett Prize für  The Turnaround

## Werke

### Nick Stefanos-Trilogie
- 1992 A Firing Offense
- 1993 Nick’s Trip
- 1995 Down By the River Where the Dead Men Go
  - Das dunkle Herz der Stadt, dt. von Karen Witthuhn; ars vivendi; Cadolzburg 2018, ISBN 978-3-86913-917-3

### Washington-Noir-Serie
- 1996 The Big Blowdown

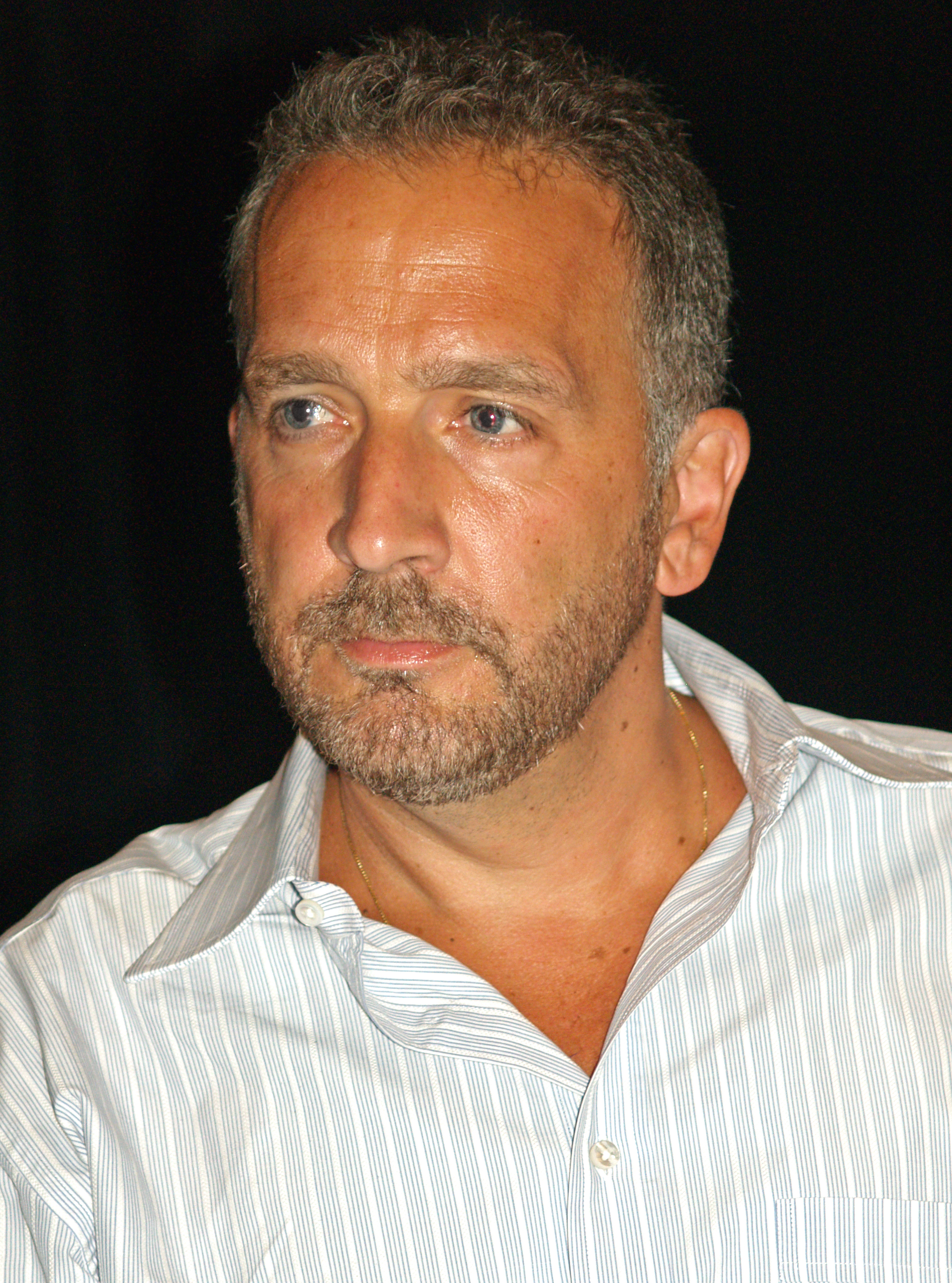
George Pelecanos (2008)

  - Das große Umlegen, dt. von Bernd W. Holzrichter, DuMont, Köln 1999, ISBN 3-7701-4823-1[4]
  - auch als: Big Blowdown, gleiche Übersetzung, DuMont, Köln 2011, ISBN 3-8321-6175-9
- 1997 King Suckerman
  - King Suckerman, dt. von Bernd W. Holzrichter, DuMont, Köln 2000, ISBN 3-7701-5017-1[4]
- 1998 The Sweet Forever
  - Eine süße Ewigkeit, dt. von Bernd W. Holzrichter, DuMont, Köln 2003, ISBN 3-8321-5323-3[4]
- 2000 Shame the Devil

### Derek Strange / Terry Quinn-Serie
- 2001 Right as Rain
  - Schuss ins Schwarze, dt. von Bettina Zeller, Rotbuch, Hamburg 2003, ISBN 3-434-53114-9
- 2002 Hell to Pay
  - Wut im Bauch, dt. von Bettina Zeller, Rotbuch, Hamburg 2004, ISBN 3-434-54055-5.
- 2003 Soul Circus
- 2004 Hard Revolution
  - Hard Revolution, dt. von Gottfried Röckelein; Ars vivendi, Cadolzburg 2017, ISBN 978-3-86913-766-7.
- 2012 What It Was

### Andere Romane
- 1994 Shoedog
- 2005 Drama City
- 2006 The Night Gardener
  - Der Totengarten, dt. von Anja Schünemann, Rowohlt, Reinbek 2008, ISBN 978-3-499-24786-6.
- 2008 The Turnaround
- 2009 The Way Home
  - Kein Weg zurück, dt. von Anja Schünemann, Rowohlt, Reinbek 2010, ISBN 978-3-499-25427-7.
- 2011 The Cut
  - Ein schmutziges Geschäft, dt. von Jochen Schwarzer, Rowohlt, Reinbek 2012, ISBN 978-3-499-25885-5.
- 2017 The man who came uptown
  - Prisoners. Aus dem Englischen von Karen Witthuhn. Ars Vivendi, Cadolzburg 2019, 230 S., ISBN 978-3-7472-0011-7.

### Anthologien als Herausgeber
- 2006 D.C. Noir
- 2008 Best American Mystery Stories 2008

### TV-Drehbücher zur FernsehserieThe Wire
- 2002 Cleaning Up. 1. Staffel, 12. Episode. Erstsendung: 1. September 2002 (dt. Die Säuberung. Erstsendung: 30. November 2008)
- 2003 Duck and Cover. 2. Staffel, 8. Episode. Erstsendung: 27. Juli 2003 (dt. Zurück zu den Wurzeln. Erstsendung: 29. Januar 2009)
- 2004 Hamsterdam. 3. Staffel, 4. Episode. Erstsendung: 10. Oktober 2004 (dt. Hamsterdam. Erstsendung: 23. Dezember 2009)
- 2004 Slapstick. 3. Staffel, Episode 9. Erstsendung: 21. November 2004 (dt. Die freie Zone. Erstsendung: 19. Januar 2010)
- 2004 Middle Ground. 3. Staffel, Episode 11. Erstsendung: 12. Dezember 2004 (dt. Leben und Sterben in Baltimore. Erstsendung: 5. Februar 2010)
- 2006 That’s Got His Own. 4. Staffel, Episode 12. Erstsendung: 3. Dezember 2006 (dt. Auf eigenen Füßen. Erstsendung: 21. Mai 2010)
- 2008 Late Editions. 5. Staffel, 9. Episode. Erstsendung: 2. März 2008 (dt. Late Editions. Erstsendung: 9. Juli 2010)

### TV-Drehbücher zur FernsehserieThe Pacific
- 2010 Melbourne (zusammen mit Michelle Ashford). 3. Episode. Erstsendung: 28. März 2010 (dt. Melbourne. Erstsendung: 29. Juli 2010)

### Filme als Produzent
- 1996 Caught (dt. Caught – Im Netz der Leidenschaft). Regie: Robert M. Young. Drehbuch: Edward Pomerantz. Darsteller: Edward James Olmos, María Conchita Alonso, Arie Verveen, Bitty Schram, Steven Schub u. v. m.
- 1998 Whatever (dt. Whatever – Was soll's). Regie und Drehbuch: Susan Skoog. Darsteller: Liza Weil, Chad Morgan, Frederic Forrest, Kathryn Rossetter, Marc Riffon u. v. m.
- 2000 BlackMale. Regie und Drehbuch: George und Mike Baluzy. Darsteller: Bokeem Woodbine, Roger Rees, Justin Pierce, Sascha Knopf, Erik Dellums u. v. m.